# Proglochin maculipennis
Proglochin maculipennis är en stekelart som beskrevs av Philippi 1871. Proglochin maculipennis ingår i släktet Proglochin och familjen puppglanssteklar. Inga underarter finns listade i Catalogue of Life.